# Мирко Симић
Мирко Симић (6. септембар 1914 — Београд, 30. јун 1997) био је југословенски и српски филмски и позоришни глумац. 

## Улоге
|           | 1970 |
| --------- | ---- |
| ТВ филм   | 2    |
| ТВ серија | 1    |
| Укупно    | 3    |

| Год.  | Назив                        | Улога \|- style="background: Lavender; text-align:center; " | 1970.е_ | 1970.е_ | 1970.е_ | 1970.е_ |
| 1975. | Ђавоље мердевине (ТВ серија) | /                                                           |         |         |         |         |
| 1975. | Сведоци оптужбе (ТВ филм)    | /                                                           |         |         |         |         |
| 1976. | У бањи једног дана (ТВ филм) | Мајор                                                       |         |         |         |         |